# Daigo Niši
Daigo Niši (* 28. srpen 1987) je japonský fotbalista.

## Klubová kariéra
Hrával za Consadole Sapporo, Albirex Niigata, Kashima Antlers.

## Reprezentační kariéra
Daigo Niši odehrál za japonský národní tým letech 2011–2019 celkem 2 reprezentační utkání.

## Statistiky
| Japonsko | Japonsko | Japonsko |
| Roky     | Záp.     | Góly     |
| -------- | -------- | -------- |
| 2011     | 1        | 0        |
| 2012     | 0        | 0        |
| 2013     | 0        | 0        |
| 2014     | 0        | 0        |
| 2015     | 0        | 0        |
| 2016     | 0        | 0        |
| 2017     | 0        | 0        |
| 2018     | 0        | 0        |
| 2019     | 1        | 0        |
| Celkem   | 2        | 0        |